# Zwemmen op de Olympische Zomerspelen 1904

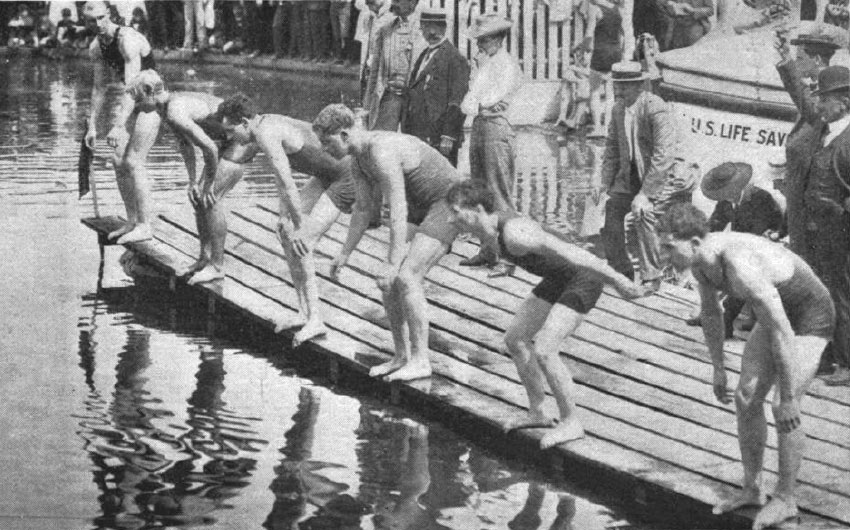
zwemmen op de Olympische Zomerspelen 1904

Zwemmen is een van de sporten die beoefend werden tijdens de Olympische Zomerspelen 1904 in St. Louis.

## Heren

### 50 yards vrije slag
| Rang   | Sporter         | Land | Tijd |
| ------ | --------------- | ---- | ---- |
| Goud   | Zoltán Halmay   | HUN  | 28.0 |
| Zilver | Scott Leary     | USA  | 28.6 |
| Brons  | Charles Daniels | USA  |      |
| 4      | David Gaul      | USA  |      |
| 5      | Budd Goodwin    | USA  |      |
| 6      | Raymond Thorne  | USA  |      |

### 100 yards vrije slag
| Rang   | Sporter         | Land | Tijd   |
| ------ | --------------- | ---- | ------ |
| Goud   | Zoltán Halmay   | HUN  | 1:02.8 |
| Zilver | Charles Daniels | USA  |        |
| Brons  | Scott Leary     | USA  |        |
| 4      | David Gaul      | USA  |        |
| 5      | David Hammond   | USA  |        |
| 6      | Budd Goodwin    | USA  |        |

### 220 yards vrije slag
| Rang   | Sporter         | Land | Tijd   |
| ------ | --------------- | ---- | ------ |
| Goud   | Charles Daniels | USA  | 2:44.2 |
| Zilver | Francis Gailey  | USA  | 2:46.0 |
| Brons  | Emil Rausch     | GER  | 2:56.0 |
| 4      | Edgar Adams     | USA  |        |

### 440 yards vrije slag
| Rang   | Sporter         | Land | Tijd   |
| ------ | --------------- | ---- | ------ |
| Goud   | Charles Daniels | USA  | 6:16.2 |
| Zilver | Francis Gailey  | USA  | 6:22.0 |
| Brons  | Otto Wahle      | AUT  | 6:39.0 |
| 4      | Budd Goodwin    | USA  |        |

### 880 yards vrije slag
| Rang   | Sporter        | Land | Tijd    |
| ------ | -------------- | ---- | ------- |
| Goud   | Emil Rausch    | GER  | 13:11.4 |
| Zilver | Francis Gailey | USA  | 13:23.4 |
| Brons  | Géza Kiss      | HUN  |         |
| 4      | Edgar Adams    | USA  |         |
| 5      | Henry Handy    | USA  |         |
| —      | Otto Wahle     | AUT  | DNF     |

### 1 mijl vrije slag
| Rang   | Sporter        | Land | Tijd    |
| ------ | -------------- | ---- | ------- |
| Goud   | Emil Rausch    | GER  | 27:18.2 |
| Zilver | Géza Kiss      | HUN  | 28:28.2 |
| Brons  | Francis Gailey | USA  | 28:54.0 |
| 4      | Otto Wahle     | AUT  |         |
| —      | Edgar Adams    | USA  | DNF     |
| —      | Louis Handley  | USA  | DNF     |
| —      | John Meyers    | USA  | DNF     |

### 100 yards rugslag
| Rang   | Sporter          | Land | Tijd   |
| ------ | ---------------- | ---- | ------ |
| Goud   | Walter Brack     | GER  | 1:16.8 |
| Zilver | Georg Hoffmann   | GER  |        |
| Brons  | Georg Zacharias  | GER  |        |
| 4      | William Orthwein | USA  |        |
| 5-6    | David Hammond    | USA  |        |
| 5-6    | Edwin Swatek     | USA  |        |

### 440 yards schoolslag
| Rang   | Sporter             | Land | Tijd   |
| ------ | ------------------- | ---- | ------ |
| Goud   | Georg Zacharias     | GER  | 7:23.6 |
| Zilver | Walter Brack        | GER  |        |
| Brons  | Henry Jamison Handy | USA  |        |
| 4      | Georg Hoffmann      | GER  |        |

### 4x50 yards vrije slag
| Rang   | Sporters                                                                             | Land | Tijd   |
| ------ | ------------------------------------------------------------------------------------ | ---- | ------ |
| Goud   | New York Athletic Club Joseph Ruddy Budd Goodwin Louis Handley Charles Daniels       | USA  | 2:04.6 |
| Zilver | Chicago Athletic Association David Hammond William Tuttle Hugo Goetz Raymond Thorne  | USA  |        |
| Brons  | Missouri Athletic Club Amedee Rayburn Gwynne Evans Marquard Schwarz William Orthwein | USA  |        |
| 4      | New York Athletic Club Edgar Adams David Bratton George van Cleaf David Hesser       | USA  |        |

## Medaillespiegel
| Rang   | Land             | Goud | Zilver | Brons | Totaal |
| ------ | ---------------- | ---- | ------ | ----- | ------ |
| 1      | Duitsland        | 4    | 2      | 2     | 8      |
| 2      | Verenigde Staten | 3    | 6      | 5     | 14     |
| 3      | Hongarije        | 2    | 1      | 1     | 4      |
| 4      | Oostenrijk       | 0    | 0      | 1     | 1      |
| totaal | totaal           | 9    | 9      | 9     | 27     |